# إنجيل الطفولة العربي

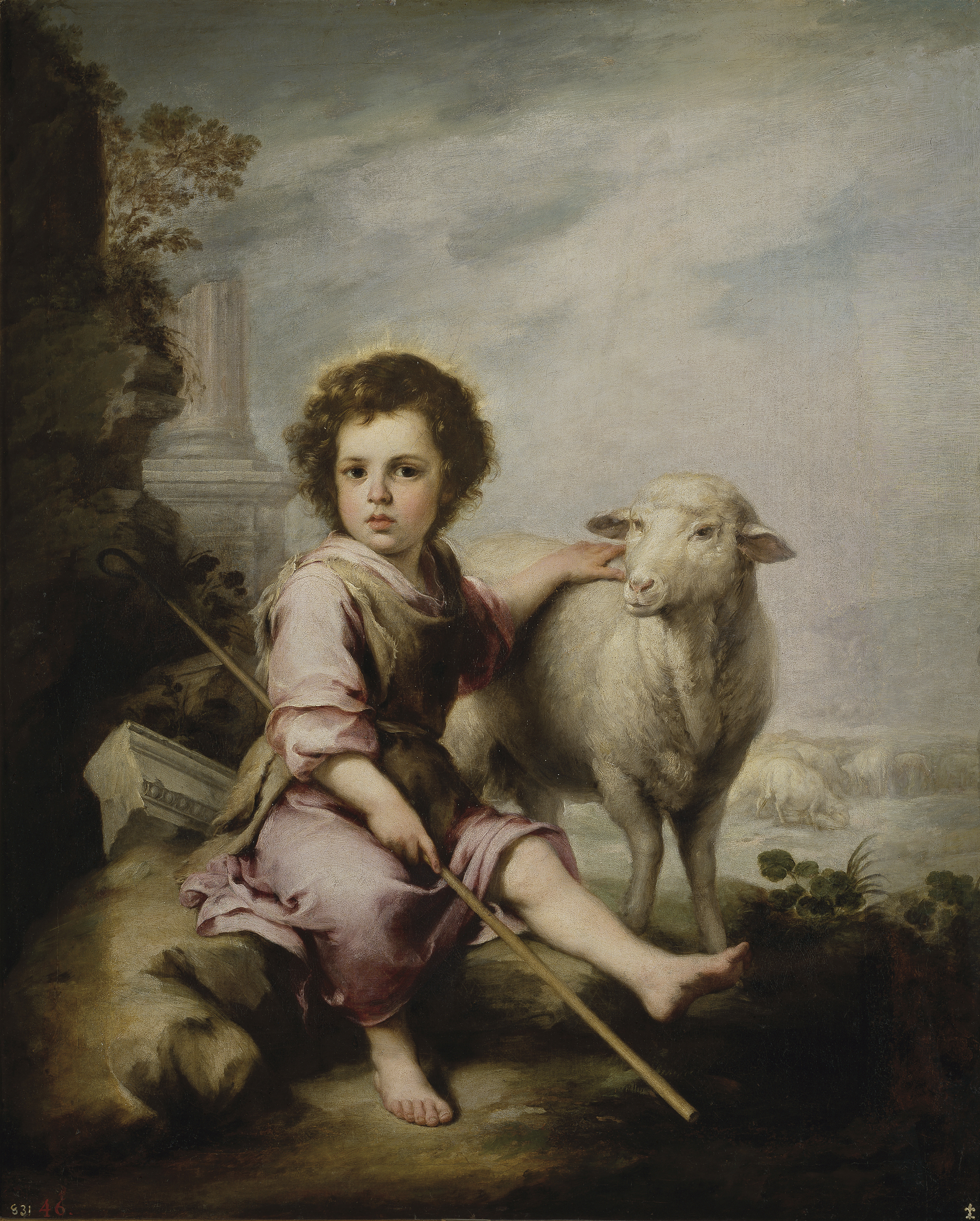

إنجيل الطفولة العربي (ويعرف أيضًا بـإنجيل الطفولة السرياني) هو أحد أناجيل الطفولة (التي تتناول طفولة يسوع المسيح) والتي تعتبرها الكنيسة أناجيل منحولة.
يرجع البعض تاريخ وضع هذا الإنجيل إلى القرن السادس الميلادي، وهو مبني على إنجيل الطفولة لتوما وإنجيل يعقوب التمهيدي.
يرجع انتشار استخدام هذا الإنجيل عند العرب والمصريين قديمًا إلى أن أهم المعجزات المذكورة فيه يفترض أنها حدثت في أثناء وجوده في مصر. ويقول هذا الإنجيل (أصحاح 7) أن المجوس قاموا برحلتهم إلى بيت لحم بناء على نبوة لزرادشت عن ولادة المسيا.

## لغة الكتاب
يرى العلماء أن إنجيل الطفولة العربي كتب في الأصل بالسريانية بين القرنين الخامس والسادس الميلاديين، ثم ترجم لاحقًا إلى العربية قبل أن تُفقد نسخته السريانية الأصلية. ويستدل على أصله السرياني من ذكر عصر الإسكندر الأكبر في الإصحاح الثاني، ومن معرفة الكاتب بالعلوم الشرقية، ومن معرفة الصبي يسوع وهو في مصر بالفلك والطبيعيات.
كان أول ذكر معروف لهذا الإنجيل في أحد تعليقات يشوعداد المروزي (أحد آباء الكنيسة السريانية في القرن التاسع الميلادي) على إنجيل متى، وكان أول نشر للكتاب باللغة العربية مع ترجمة لاتينية عام 1697.

## الكتاب
يتكون إنجيل الطفولة العربي من ثلاثة أجزاء:
1. ميلاد الطفل يسوع، وهو مبني على إنجيلي متى ولوقا القانونيين إلى جانب إنجيل يعقوب التمهيدي.
2. معجزات يفترض أنها حدثت أثناء الرحلة إلى مصر، وهي مبنية على تقاليد محلية قديمة، تقوم العذراء فيها بالدور الرئيسي.
3. معجزات للطفل يسوع، مبنية على إنجيل الطفولة لتوما الإسرائيلي.[1]

كما يتضمَّن القسم الأوسط منه قصص من عدة أساطير شرقية مثيرة، والشخصية الرئيسية فيه هي السيدة مريم لا يسوع.